# Championnat de Guinée-Bissau de football 1985-1986
Navigation
Édition précédente Édition suivante
La saison 1985-1986 du Championnat de Guinée-Bissau de football est la douzième édition de la Primeira Divisião, le championnat de première division en Guinée-Bissau. Seize équipes se retrouvent au sein d'une poule unique où elles s'affrontent à deux reprises. Il n'y a ni promotion, ni relégation en fin de saison, c'est la dernière édition du championnat avec cette configuration.
C'est le Sporting Clube de Bissau qui remporte la compétition en terminant en tête du classement final, avec un seul point d'avance sur le Sport Bissau e Benfica et huit sur le tenant du titre, l'UDI Bissau. Il s'agit du troisième titre de champion de Guinée-Bissau de l'histoire du club, qui réalise même le doublé après avoir battu le Sporting Clube de Bafatá en finale de la Coupe de Guinée-Bissau.

## Les clubs participants
- Sporting Clube de Bissau
- UDI Bissau
- Sport Bissau e Benfica
- Ténis Clube de Bissau
- Desportivo de Gabú
- Clube de Futebol "Os Balantas"
- Ajuda Sport de Bissau
- Estrela Negra de Bolama
- Desportivo Recreativo Cultural de Farim
- Bula Futebol Clube
- Futebol Clube de Cantchungo
- Futebol Clube de Tombali
- Estrela Negra de Bissau
- Futebol Clube de Quinara
- Atlético Clube de Bissorã
- Sporting Clube de Bafatá

## Compétition

### Classement
Le classement est établi sur le barème de points suivant : victoire à 2 points, match nul à 1, défaite à 0.
| Rang | Équipe                                  | Pts | J  | G  | N | P  | Bp  | Bc | Diff |
| ---- | --------------------------------------- | --- | -- | -- | - | -- | --- | -- | ---- |
| 1    | Sporting Clube de BissauC               | 51  | 30 | 22 | 7 | 1  | 100 | 21 | +79  |
| 2    | Sport Bissau e Benfica                  | 50  | 30 | 23 | 4 | 3  | 81  | 23 | +58  |
| 3    | UDI BissauT                             | 43  | 29 | 17 | 9 | 3  | 73  | 26 | +47  |
| 4    | Sporting Clube de Bafatá                | 40  | 29 | 17 | 6 | 6  | 52  | 25 | +27  |
| 5    | Desportivo de Gabú                      | 35  | 29 | 14 | 7 | 8  | 48  | 30 | +18  |
| 6    | Estrela Negra de Bissau                 | 33  | 29 | 12 | 9 | 8  | 59  | 41 | +18  |
| 7    | Estrela Negra de Bolama                 | 26  | 25 | 9  | 8 | 8  | 37  | 47 | -10  |
| 8    | Bula Futebol Clube                      | 26  | 29 | 11 | 4 | 14 | 44  | 56 | -12  |
| 9    | Clube de Futebol "Os Balantas"          | 26  | 28 | 11 | 4 | 13 | 40  | 55 | -15  |
| 10   | Desportivo Recreativo Cultural de Farim | 23  | 28 | 8  | 7 | 13 | 38  | 56 | -18  |
| 11   | Ajuda Sport de Bissau                   | 21  | 29 | 6  | 9 | 14 | 33  | 46 | -13  |
| 12   | Futebol Clube de Tombali                | 19  | 26 | 8  | 3 | 15 | 38  | 57 | -19  |
| 13   | Futebol Clube de Quinara                | 18  | 28 | 6  | 6 | 16 | 30  | 65 | -35  |
| 14   | Atlético Clube de Bissorã               | 17  | 27 | 6  | 5 | 16 | 29  | 71 | -42  |
| 15   | Ténis Clube de Bissau                   | 17  | 30 | 6  | 5 | 19 | 29  | 72 | -43  |
| 16   | Futebol Clube de Cantchungo             | 7   | 30 | 2  | 3 | 25 | 19  | 68 | -49  |

|  | Qualification pour la Coupe des clubs champions africains 1987 |
|  | Qualification pour la Coupe des Coupes 1987                    |
|  | Qualification pour la Coupe de l'UFOA 1987                     |
|  | T : Tenant du titre C : Vainqueur de la Coupe de Guinée-Bissau |

- De nombreuses rencontres n'ont pas été disputées en raison de pénuries de carburant subies par certaines formations.

## Bilan de la saison
| Championnat de Guinée-Bissau de football 1985-1986 |                                     |
| Champion                                           | Sporting Clube de Bissau (3e titre) |
| Coupes et trophées                                 |                                     |
| Vainqueur de la Coupe de Guinée-Bissau 1985-1986   | Sporting Clube de Bissau            |
| Qualifications continentales                       |                                     |
| Coupe des clubs champions africains 1987           | Sporting Clube de Bissau            |
| Coupe des Coupes 1987                              | Sporting Clube de Bafatá            |
| Coupe de l'UFOA 1987                               | Sport Bissau e Benfica              |
| Promotions et relégations                          |                                     |
| Promus en Primeira Divisião                        | Aucun                               |
| Relégués en Segunda Divisião                       | Aucun                               |